# Contea di Guangping
La contea di Guangping (广平县S, Guǎngpíng XiànP) è una contea della Cina, situata nella provincia di Hebei e amministrata dalla prefettura di Handan.